# (17933) Haraguchi
(17933) Haraguchi (1999 GM36) – planetoida z pasa głównego asteroid okrążająca Słońce w ciągu 3,34 lat w średniej odległości 2,23 j.a. Odkryta 12 kwietnia 1999 roku.